# Чарльз Вінчі
Чарльз Вінчі (англ. Charles Vinci, 28 лютого 1933 — 13 червня 2018) — американський важкоатлет.
Олімпійський чемпіон 1956 (легша вага), 1960 (легша вага) років.
Переможець Панамериканських ігор 1955 (легша вага), 1959 (легша вага) років.
Срібний призер Чемпіонату світу 1955 (легша вага), 1958 (легша вага) років.